# Ас-Сибаи, Юсуф
Юсуф ас-Сибаи (араб.  يوسف السباعي‎, англ. Yusuf as-Sibai; 10 июня 1917, Каир — 18 февраля 1978, Никосия) — египетский писатель, представитель новой современной египетской литературы, общественный деятель левой направленности.

## Биография
Юсуф ас-Сибаи родился 10 июня 1917 в Каире. 
Получил высшее военное образование (что, в том числе помогло будущему литератору в его произведениях военной тематики).
Печататься Юсуф ас-Сибаи начал с 1947 года (сборник рассказов «Призраки» и роман «Наместник Азраиля»).
С 1958 года ас-Сибаи занимал должности генерального секретаря Организации солидарности народов Азии и Африки и генерального секретаря Постоянного бюро Ассоциации писателей стран Азии и Африки.
Юсуф ас-Сиба возглавлял Союз писателей Египта, работал министром культуры страны (с 1973 года), был главным редактором ежеквартального литературного журнала «Лотос» Ассоциации писателей стран Азии и Африки, на склоне лет — редактором влиятельной египетской газеты «Аль-Ахрам».
18 февраля 1978 года Юсуфа ас-Сибае был убит двумя палестинскими боевиками в ходе террористического акта в отеле «Хилтон» в столице Кипра городе Никосии.

## Творчество и признание
Юсуф ас-Сибаи — автор около 50 книг на актуальные темы, в том числе сборника критических статей «Пощечины и поцелуи» (1959), романов «Мы не одинокие» (1969), «Жизнь — это миг» (1973). Пьеса ас-Сибаи «Сильнее времени» (1966) посвящена строительству Асуанской плотины.
Манере изложения ас-Сибае присущи социальная направленность, своеобразный лиризм, внимание к деталям.
Некоторые из романов ас-Сибае был экранизирован.
Юсуф ас-Сибаи — известный в мире египетский писатель, его награждали Медалью Мира им. Жолио (1960), премией «Лотос» (1974), другими премиями и отличиями.
Произведения ас-Сибае довольно часто переводили на русский язык в СССР:
- Водонос умер, Ташкент, 1968;
- Остров спасения // «Иностранная литература» № 10 с 1970 год;
- Земля лицемерия // «Иностранная литература» № 6 по 1973 год;
- Мы не сеем колючек, М., 1973